# 聚甲酚磺醛
聚甲酚磺醛是間甲酚磺酸和苯酚的縮聚產物， 用作外用的「止血劑（hemostatic）」和 「消毒抗菌防腐劑（antiseptic）」。 特別的作用是在人體的 黏膜 的感染性和其他病變中有其巧妙的功能，如上至「口腔潰瘍」，以及下至婦科感染、肛門痔瘡等。在一些亞洲國家中，目前它是以商品名“Albothyl”或“Polilen”（台灣或中國）或 Faktu（與 Cinchocaine 組合）銷售。

## 醫療用途
- 聚甲酚磺醛係自1950年代[4]以來一直用於治療婦科感染。 應用範圍很快的就慢慢於臨床醫生的嘗試使用中擴大到包括其他粘膜和皮膚損傷的治療。[5][6]

- 這些作用的機制基本上目前分為兩種：一是消毒殺菌與防腐作用。二是「聚甲酚磺醛」還促進壞死和病理改變組織的選擇性凝固，就是我們通稱的「凝血與止血作用」，更特殊的是它有很大的程度可以保持其他健康組織的完整。 被「聚甲酚磺醛」作用過的壞死組織，會漸漸脫落，並伴隨著健康粘膜的再上皮化，癒合傷口組織。[7]

### 潜在用途
- 登革熱是一種由登革病毒（DENV）感染引起的嚴重流行病，目前尚無有效治療方法。它是由非結構蛋白 3 (NS3) 及其輔助因子 NS2B 組成的蛋白酶複合物，且在 DENV 的複制中起了關鍵作用。實驗的方法： 是將「酶抑制試驗」用於篩選 DENV2 NS2B/NS3 抑製劑。然後用 MTT 法評估對BHK-21细胞的細胞毒性。再於Rlu-DENV-Rep 傳染的 BHK-21 細胞中評估「抗病毒活性」。這也可以使用「表面等離子共振」、「紫外-可見光譜分析」和「差示掃描量熱法」，以及「分子對接分析」、「結合定點誘變分析」了解「抗病毒作用」的分子機制。實驗結果： 是在過往的舊藥庫（約 1000 種化合物）中，有一種作為「局部止血劑和防腐劑」的 2-hydroxy-3,5-bis[(4-hydroxy-2-methyl-5-sulfophenyl)methyl]-4-methyl-苯磺酸 (policresulen) ，被發現是 DENV2 NS2B/NS3 蛋白酶的有效抑製劑，IC50 為 0.48 μg/mL。此外，policresulen 抑制 BHK-21 細胞中的 DENV2 複製，IC50 為 4.99 μg/mL，而其對 BHK-21 細胞的細胞毒性的 IC50 為 459.45 μg/mL。故科學家們認為 Policresulen 是一種有效的 DENV2 NS2B/NS3 蛋白酶抑製劑，可抑制 DENV2 在 BHK-21 細胞中的複制。運用新型蛋白酶和聚甲酚磺醛的結合模式，可為設計新型蛋白酶抑製劑提供了有效的新型模式。[8]